# فایف هایتس (واشینگتن)
فایف هایتس (به انگلیسی: Fife Heights) یک منطقهٔ مسکونی در ایالات متحده آمریکا است که در شهرستان پیرس، واشینگتن واقع شده‌است. فایف هایتس ۲٬۱۳۷ نفر جمعیت دارد.